# 阿茲拉·庫雷希
阿茲拉·庫雷希（英語：Azra Quraishi，1945年9月22日—2002年11月22日），巴基斯坦的植物学家，致力於研究馬鈴薯，其組織培養研究取得了絕大成功，曾用組織培養出無病毒感染的馬鈴薯種薯，讓巴基斯坦馬鈴薯產量提高了5%，間接改善了巴基斯坦對進口種薯的依賴之外，阿茲拉還用組織培養篩選出了當地耐鹽的小麥和水稻品系。1997年，阿茲拉獲頒獎勵印度農業及環境研究的博洛格獎，2002年，獲得法國學術及教育界的最高榮譽勳章学术界棕榈叶勋章。

## 生平
阿茲拉·庫雷希於1945年出生於印度的拉贾斯坦邦，是Abdus Sattar Quraishi博士及Salma Quraishi的女兒。她們家後來因為印巴分治造成的動盪，全家搬到巴基斯坦的拉瓦尔品第。庫雷希在家鄉的格登學院獲得第一個學位，在1966年在拉合爾的旁遮普大学獲得碩士學位。
她在拉瓦尔品第的Viqar un Nisa女子學院授課幾年之後，獲得一份巴基斯坦政府的獎學金可以出國留學。她在1973年以《馬鈴薯BF-15品種組織培養繁殖技術的研究》論文，得到了碩士學位，三年後在法國奧賽的巴黎第十一大学獲得博士學位，論文標題為《馬鈴薯BF-15品種不定芽培殖體的愈傷組織與器官形成之研究》（Study of callogenesis and organogenesis from explant of in vitro shoots in Solanum tuberosum var., BF-15）。

## 研究與貢獻
庫雷希在巴基斯坦國家農業研究委員會（NARC）下轄的農業生物科技研究所（Agricultural Biotechnology Institute, ABI）擔任主管職務，將組織培養的技術應用於巴基斯坦的農業研究，在NARC首創組織培養的實驗室。她以組織培養開發了高產且無病毒感染的馬鈴薯種薯，這項研究讓巴基斯坦不用從荷蘭進口種薯，改善了巴基斯坦的貿易情形，也讓巴基斯坦的馬鈴薯年產量增加了5%，使她獲得國家級的認可。庫雷希也成功發起了香蕉、棗椰樹的微體繁殖計劃，以及透過組織培養篩選出當地耐鹽的小麥和水稻品系。此外，她也參與番茄雜交種、向日葵、田間種植橄欖和甘蔗的相關研究。庫雷希因為這些貢獻獲得了許多獎項，包括1992年的Hamdard獎、1997年的博洛格獎、2001年的PARC/PARSA最佳科學家百萬獎（PARC/PARSA Millenium Award for Best Scientists）、以及法國在她過世的2002年頒發的学术界棕榈叶勋章。
巴基斯坦農業研究委員會（PARC）的主席 Badruddin Soomro博士在2002年11月26日在伊斯蘭堡的紀念活動中表示，农业生物技术与遗传研究所（IABGR）會改名來紀念庫雷希博士的貢獻。Soomro博士也指出庫雷希博士因為受限於玻璃天花板，沒有昇到應得的職位。庫雷希博士曾擔任农业生物技术与遗传研究所（IABGR）的首席科學官兼副總幹事。庫雷希沒有兒女，而她支助她的侄子，也供應許多不幸兒童的生活開銷。
庫雷希博士是巴基斯坦植物協會等許多協會的成員。

## 著作
庫雷希在國際性的科學期刊上發表超過140篇論文，也寫過85篇科學領域的文章。庫雷希參加了超過70場國際性或是全國的學術會議、座談會或研討會，地點包括巴基斯坦、印度、加拿大、埃及、菲律賓、美國、英國、約旦、孟加拉，在過世前三個月也去過中國。
以下是一些著作的列表：

1. Hamid Rashid, Fida Mohammad Abbasi and Azra Quraishi, 2003 (June). Plant Regeneration from Seed Derived Callus of three varieties of Basmati Rice. Plant Tissue Cult. 13(1) : 75-79.